# 哥倫比亞鎮區 (密歇根州土斯科拉縣)
哥倫比亞鎮區（英語：Columbia Township）是位於美國密歇根州土斯科拉縣的一個行政鎮區。

## 地方資料
哥倫比亞鎮區的面積為93.40平方千米，當中陸地面積為93.40平方千米，而水域面積為0.00平方千米。根據2020年美國人口普查的數據，當地共有人口1229人，而人口密度為每平方千米13.16人。